# Rigoberto Ochoa Zaragoza
Rigoberto Ochoa Zaragoza (Etzatlán, Jalisco;  13 de diciembre de 1935) es un político mexicano, miembro del Partido Revolucionario Institucional, que fue gobernador de Nayarit de 1993 a 1999.
Rigoberto Ochoa ha realizado toda su carrera política dentro de la Confederación de Trabajadores de México (CTM), a la cual ingresó en 1955, fue líder sindical de los Tabacaleros, además de ocupar diversas carteras en dicha Confederación de la cual hoy en día se encuentra retirado. Fue Diputado a la XVIII Legislatura de Nayarit de 1975 a 1978, donde también se desempeñó como presidente de la Gran Comisión de Gobierno Legislativo de 1977 a 1978. Además fue senador por Nayarit de 1982 a 1988. También fue diputado federal por el Distrito III de Nayarit de 1991 a 1994, pidió licencia en 1993 para obtener la candidatura a gobernador, la cual ganó en 1993. Al finalizar su desempeño como gobernador constitucional del Estado de Nayarit en 1999 regresó a desempeñar labores en la CTM.
Actualmente se encuentra retirado de la política.